# Paul Gemperli
Paul Gemperli (Herisau, 5 gennaio 1930 – San Gallo, 23 febbraio 2015) è stato un avvocato, politico e militare svizzero.

## Biografia

Paul Gemperli nel 1985

Figlio di Paul Gemperli, impiegato delle ferrovie, e di Ida Pauline Wäspi.  Dopo le scuole elementari e secondarie a Herisau e a Degersheim e la scuola cantonale a San Gallo, Paul Gemperli studiò diritto a Friburgo, conseguendo la licenza nel 1953 e il brevetto sangallese di avvocato nel 1958. Nel 1963 sposò Ruth Liner, figlia di Paul Liner, vicedirettore dell'Unione svizzera delle banche Raiffeisen. Fu avvocato, giurista di circondario dell'assicurazione militare federale dal 1960 al 1963, capo del servizio giuridico dell'amministrazione delle contribuzioni del canton San Gallo dal 1963 al 1968, direttore supplente dal 1969 al 1975 e direttore dell'amministrazione delle contribuzioni sangallese dal 1975 al 1978. Dal 1979 al 1992 fu Consigliere di Stato al Dipartimento delle finanze. Ricoprì inoltre la carica di Consigliere agli Stati dal 1991-1999 per il Partito Popolare Democratico, di cui presiedette la sezione sangallese dal 1973 al 1980 e fu membro della presidenza a livello svizzero dal 1986 al 1993. Esperto di politica finanziaria, riconosciuto anche a livello nazionale, nel 1993 fu nominato presidente del Consiglio della difesa generale. Nell'esercito ricoprì il grado di colonnello.